# Clara Immerwahr
Clara Immerwahr (Comuna de Środa Śląska, 21 de junho de 1870 — Berlim, 2 de maio de 1915) foi uma química alemã.

## Biografia
Clara Immerwahr nasceu em uma família judia, na atual Polônia, numa fazenda perto de Breslau, em 21 de junho de 1870. Era a mais nova dos quatro filhos de Anne e Philipp Immerwahr.
Seu pai era químico, e foi com ele que Clara se mudou para Breslau após a morte da mãe em 1890. Foi a primeira mulher alemã a doutorar-se em química, pela Universidade de Wrocław.
Em 1901 casou com o químico Fritz Haber. Ela contribuiu para o avanço das pesquisas de seu marido, no entanto, devido ao estereótipo do papel feminino para a época, nunca teve sua participação reconhecida e a sua investigação científica foi prejudicada.
Durante a Primeira Guerra Mundial, Haber colaborou intensamente com o militarismo alemão e desempenhou um papel importante no desenvolvimento da armas químicas, especialmente gases venenosos. Seus esforços culminaria com a supervisão da Segunda Batalha de Ypres, - no qual houve o primeiro ataque de gás na história militar - em Flandres, Bélgica em 22 de abril de 1915. Haber depois voltou para Berlim.
Pouco tempo após seu retorno, Immerwahr de posse de uma pistola militar de Haber, cometeu suicídio com um tiro no peito. Ela morreu nos braços do filho. Na manhã após sua morte Haber imediatamente saiu de casa para encenar o primeiro ataque a gás contra os russos na Frente Oriental. O suicídio de Clara nunca foi divulgado por jornais, e não há evidência de que houve uma autópsia. A natureza não documentada de sua morte levou a controvérsias quanto aos prováveis motivos do suicídio.

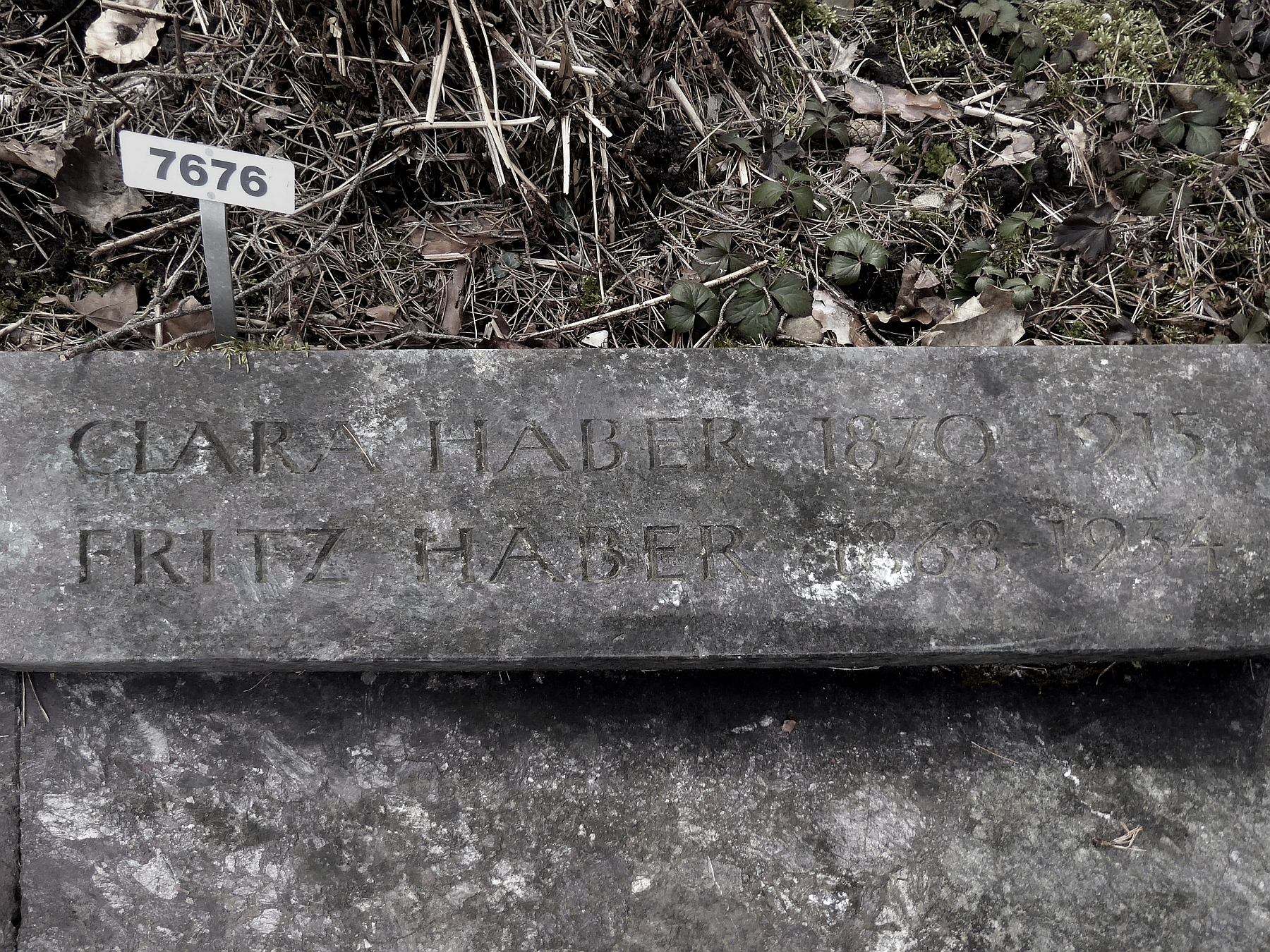
Sepultura no Friedhof am Hörnli, Basileia

Fritz Haber se casou novamente mais tarde. Ele deixou a Alemanha por causa da perseguição nazista. Fritz Haber morreu em Basileia, Suíça, em 1934. Posteriormente, o filho de Clara Immerwahr e Fritz Haber, Hermann Haber, emigrou para os Estados Unidos e cometeu suicídio em 1946. Um de seus outros filhos, Ludwig ("Lutz") Fritz Haber (1921-2004, filho de Fritz Haber e sua segunda esposa, Charlotte), publicou um livro sobre a história do gás venenoso, The Poisonous Cloud (1986).